# أدولف فافر
أدولف فافر (بالفرنسية: Adolphe-Alphonse Favre) هو كاتب وشاعر فرنسي، ولد في 1 مايو 1808 في ليل في فرنسا، وتوفي في 16 يناير 1886 في باريس في فرنسا.